# US Ben Guerdane
Union sportive de Ben Guerdane (în arabă الاتحاد الرياضي ببنقردان), prescurtată în mod uzual ca și US Ben Guerdane sau USBG, este un club de tunisian de fotbal din orașul Ben Gardane. În prezent, echipa joacă în Liga Profesionistă 1 din Tunisia – este primul eșalon din punct de vedere ierarhic a fotbalului tunisian.

## Palmares și statistici

### Titluri și trofee
| Competiții Naționale |
| - Campionatul Tunisian 2 (1) : - Campioni : 2014-2015. - Campionatul Tunisian 3 (2) : - Campioni : 1963-1964, 2007-2008. - Vice-campioni : 1994-1995. - Campionatul Tunisian 4 (2) : - Campioni : 1987-1988, 2006-2007. - Vice-campioni : 1999-2000. - Campionatul Tunisian 5 (1) : - Campioni : 2002-2003. - Vice-campioni : 2001-2002. - Cupa Tunisiei (0) : - Finalistă : 2016–2017. - Cupa Ligii (1) : - Câștigători : 2006-2007. |